# Dutch Open 1979
Il Dutch Open 1979 è stato un torneo di tennis giocato sulla terra rossa. È stata la 22ª edizione del torneo, che fa parte del Colgate-Palmolive Grand Prix 1979. Il torneo si è giocato a Hilversum nei Paesi Bassi dal 23 al 29 luglio 1979.

## Campioni

### Singolare maschile
Balázs Taróczy ha battuto in finale  Tomáš Šmíd con il punteggio di 6–2, 6–2, 6–1

### Doppio maschile
Tom Okker /  Balázs Taróczy hanno battuto in finale  Jan Kodeš /  Tomáš Šmíd con il punteggio di 6–1, 6–3